# Таємне життя комах
«Таємне життя комах» (фр. Drôles de petites bêtes) — анімаційний фільм 2017 року спільного виробництва Франції та Люксембурга, знятий режисерами Арно Бороном і Антоном Крінгсом. В українському прокаті фільм з 28 грудня 2017 року.

## Сюжет
В одному магічному світі в повній ідилії й гармонії співіснують найрізноманітніші комахи: бджоли, мурахи, жуки та багато інших. А керує усіма мудра та любляча королева Маргарита. Завдяки її турботі кожен живе у достатку і ніхто не тиняється без діла. Поява Аполло, цвіркуна-блазня з великим серцем, у містечку Малі комахи, порушує життя королівства напередодні ювілею комашиної королеви. Тож коли кузен королеви разом з поплічниками вирішує підступом захопити трон та викрасти королеву, в усьому звинувачують Аполло. Щоб виправдатись, цвіркун вирішує допомогти бджілці Міреллі та своїм новим друзям звільнити королеву і перешкодити диявольським планам її зрадливого кузена. Це буде дуже небезпечна місія, і комашкам доведеться подолати багато перешкод на цьому шляху.

## Актори
| • Кев Адамс         | … | Лулу, воша          |
| • Вірджинія Ефіра   | … | Югетт, оса          |
| • Еммануель Куртіль | … | Аполло, цвіркун     |
| • Анн Тіле          | … | Маргарита, королева |
| • та інші           |   |                     |

## Знімальна група
- Автори сценарію — Арно Делалонд, Крістель Гоннар, Антон Крінгс
- Режисери-постановники — Арно Борон, Антон Крінгс
- Асоційований продюсер — Еммануель Жакоме
- Композитор — Бруно Куле
- Аніматор — Даніель Кінтеро
- Монтаж — Назим Месслем

## Нагороди та номінації
| Список нагород та номінацій | Список нагород та номінацій | Список нагород та номінацій | Список нагород та номінацій | Список нагород та номінацій | Список нагород та номінацій |
| Кінопремія                  | Рік/Дата                    | Категорія                   | Номінант(и)                 | Результат                   | Дж                          |
| --------------------------- | --------------------------- | --------------------------- | --------------------------- | --------------------------- | --------------------------- |
| Премія «Люм'єр»             | 5.02.2017                   | Найкращий анімаційний фільм | Таємне життя комах          | Номінація                   | [ 5 ]                       |